# Akeira Peters
Akeira Peters (sinh ngày 30 tháng 9 năm 1993) là một người chơi crikê Tây Ấn hiện đang chơi cho Grenada là một all-rounder. Vào tháng 5 năm 2017, cô đã có tên trong đội hình Tây Ấn cho World Cup Cricket nữ 2017. Cô đã ra mắt Women's One Day International (WODI) cho Tây Ấn chống lại New Zealand trong World Cup Cricket nữ 2017 vào ngày 6 tháng 7 năm 2017. Cô đã ra mắt nữ Twenty20 International (WT20I) cho West Indies chống lại Sri Lanka vào ngày 19 tháng 10 năm 2017.
Vào tháng 10 năm 2018, Cricket West Indies (CWI) đã trao cho cô ấy một hợp đồng dành cho nữ cho mùa giải 2018.